# 172 км (пост)
Колійний пост 172 км (сто сімдесят другий кілометр) — колійний пост Південної залізниці. Розташований на лінії Гребінка (38 км) — Ромодан (34 км) між станціями Вили та Лубни.

## Історія
Колійний пост 172 км відкрито 2007 року переведенням зупинного пункту 172 кілометр у розряд роздільних пунктів на вже існуючій лінії Київ — Полтава, відкритій 1901 року та електрифікованій 1998 року.
Має виключно технічне значення, приміські поїзди не зупиняються.